# Barrage de Šance
Le barrage-réservoir de Šance (altitude 500 m) se trouve non loin de la frontière avec la Slovaquie, à l'endroit où la vallée de l'Ostravice traverse le territoire de la commune de Staré Hamry (en République tchèque), au pied du Smrk, point culminant des Beskides de Moravie-Silésie, et de Lysá hora. Le lac de retenue sert de réservoir d'eau potable de la ville d’Ostrava, et c'est pourquoi les baignades y sont interdites. Le barrage contrôle les deux vallées de l’Ostravice et de son affluent, le Řečice.
Édifié entre 1964 et 1969 pour contrôler les crues de l'Ostravice et de l'Oder, ce barrage tire son nom du piton rocheux de Šance (575 m), qui se dressait dans un méandre de l'Ostravice à l'amont de la confluence avec le Řečice, et qui se trouve aujourd'hui en grande partie englouti sous les eaux du lac de retenue. Le lac a également recouvert l'ancien centre-ville de Staré Hamry et l'ancienne ligne de chemin de fer régionale Friedland-Bílá. Le lac s'étend jusqu'à Gruň.

## Géologie
Le barrage de Šance a fait l'objet d'études géoacoustiques, afin de vérifier les conditions d'équilibre des glissements.

## Sources

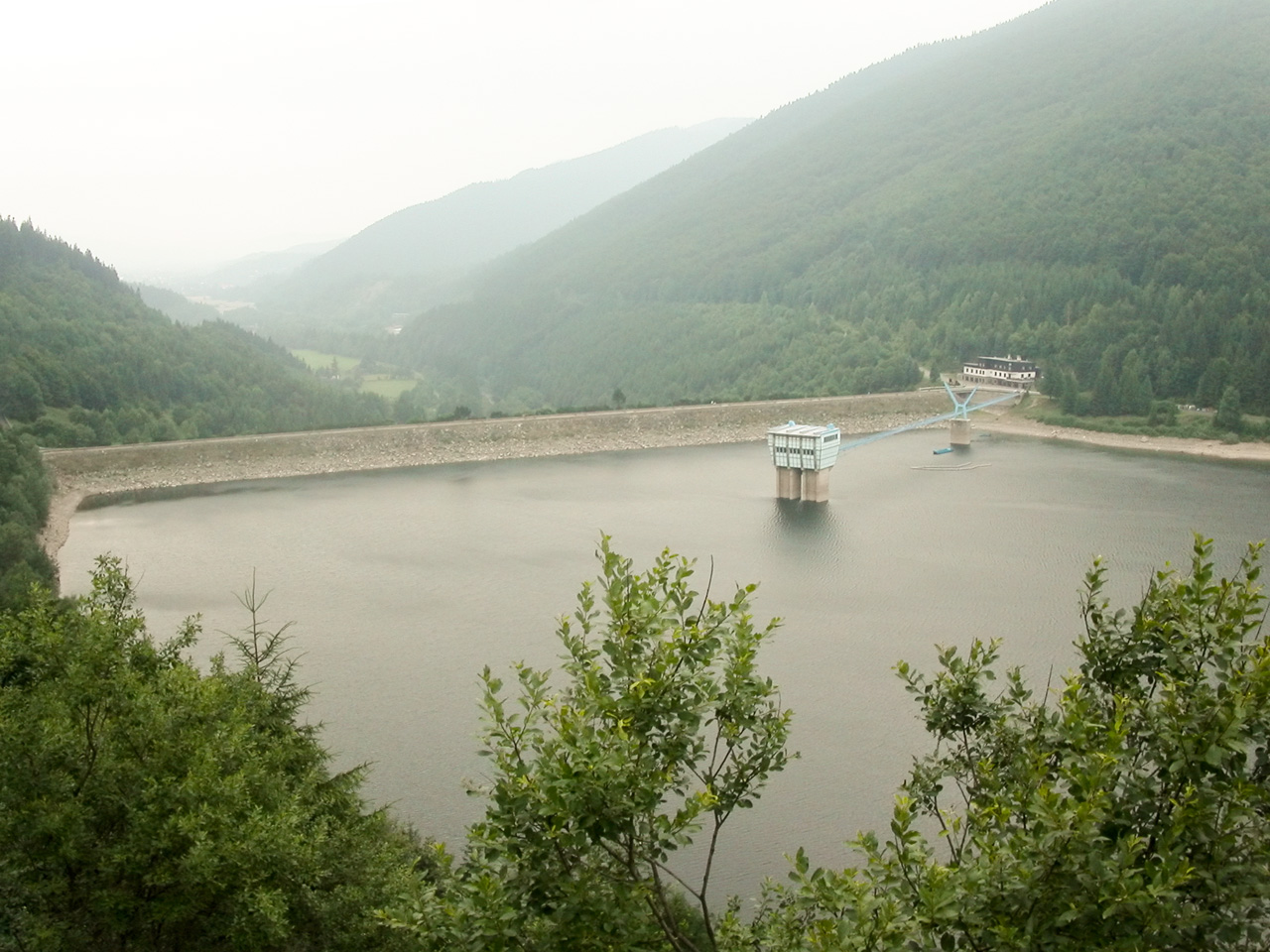
Le couronnement du barrage de Šance.

- (de) Cet article est partiellement ou en totalité issu de l’article de Wikipédia en allemand intitulé « Talsperre Šance » (voir la liste des auteurs).
- (cs) Données sur le barrage et sa construction